# Klasztor Lindisfarne
Klasztor Lindisfarne (ang. Lindisfarne Priory) – średniowieczny klasztor benedyktynów na wyspie Lindisfarne.
W 635 roku król Nortumbrii Oswald zwrócił się z prośbą do klasztoru na wyspie Iona o przysłanie misjonarzy, którzy pomogliby mu ewangelizować świeżo zjednoczoną Bernicję i Deirę. Pierwsza misja zakończyła się niepowodzeniem. W kolejnym roku przybył do Nortumbrii charyzmatyczny mnich Aidan. Oswald przekazał mu niewielką wysepkę Lindisfarne, położoną w pobliżu swojej siedziby Bamburgh. Na wyspie tej Aidan założył klasztor, który przez wiele dziesięcioleci odgrywał wielką rolę jako ośrodek misyjny i kościelny w Nortumbrii. Stąd również wysyłane były misje ewangelizacyjne na teren królestwa Mercji. Początkowo był to zakon propagujący liturgię iroszkocką, ale po synodzie w opactwie Whitby przyjął zasady łacińskie.
Najsłynniejszym mnichem z klasztoru Lindisfarne był św. Kutbert, patron Nortumbrii i pierwszy biskup Lindisfarne.
Na początku VIII wieku w klasztorze Lindisfarne powstał znany iluminowany manuskrypt, znany jako Ewangeliarz z Lindisfarne. Jest to rękopis czterech ewangelii, sporządzony prawdopodobnie przez Eadfrita, mnicha z Lindisfarne i późniejszego biskupa. W X wieku mnich Aldred dodał do łacińskiego tekstu tłumaczenie na język staroangielski, a pustelnik Billfrith ozdobił całość drobnymi elementami metalowymi. Oryginał przechowywany jest w zbiorach British Library, a kopia wystawiona jest dla zwiedzających w katedrze w Durham.
W roku 793 klasztor został zaatakowany przez wikingów i splądrowany. Ten bezprecedensowy akt agresji traktowany jest jako początek epoki wikingów w Brytanii. Ciągłe najazdy Normanów zmusiły mnichów do opuszczenia klasztoru w 875 roku. Ekshumowano również szczątki św. Kutberta i przeniesiono je do Durham. Została tam również w roku 1000 przeniesiona siedziba biskupstwa.
Klasztor został reaktywowany według reguły benedyktyńskiej w 1093 roku za rządów dynastii normandzkiej. Funkcjonował do 1536 roku, kiedy to Henryk VIII rozpoczynając reformę kościoła zlikwidował wszelkie zgromadzenia zakonne.
Dziś z klasztoru pozostały jedynie ruiny, które są jednak zachowane w dobrym stanie i dają wyobrażenie o tym, jak kompleks wyglądał w czasie swej świetności. Stanowią część dziedzictwa narodowego Wielkiej Brytanii. Turyści dostać się mogą na wyspę po niewielkiej grobli jedynie dwa razy dziennie, podczas odpływu. Zwiedzać można zarówno same ruiny jak i muzeum poświęcone historii Lindisfarne i osobie św. Kutberta.